# مسيرات الجوع

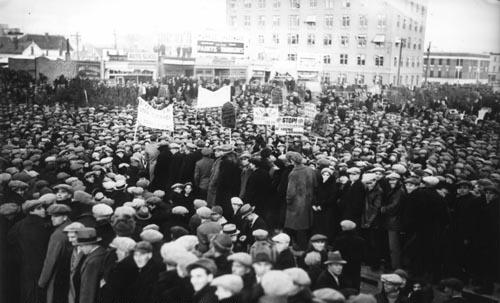
التقطت هذه الصورة من مسيرة الجوع الكندية عام 1932 في ألبرتا.

مسيرات الجوع هي نوع من أنواع الاحتجاج الاجتماعي التي قامت في المملكة المتحدة في أوائل القرن العشرين. و يتجمع فيه عادة النساء و الرجال حيث تكون المسيرات من المناطق ذات معدلات البطالة المرتفعة الي لندن حيث يقام الاحتجاج خارج البرلمان و أحيانا تكون امام مكاتب السلطات المحلية في المدن القريبة. و يحاول المحتجون أن يشيروا الي أنهم في حاجة الي العمل حتي يوفروا الطعام و لتفادي الجوع لأنفسهم و لعائلاتهم. و كانت أول مرة مسيرة في عام 1905, لكن تمت تسميتها «مسيرات الجوع» بعدها بثلاثة أعوام. حيث كانت نسبة البطالة في أول عقدين من القرن العشرين ضئيلة نسبيا, لكنها لا تزال تشكل مشكلة كبيرة في مناطق عديدة بعد التغيرات الهدامة للاقتصاد المحلي. و أصبحت مسيرات الجوع بارزة أكثر في العشرينيات و الثلاثينات من القرن العشرين خلال فترة الكساد العظيم في المملكة المتحدة.
خلال تلك الفترة أيضا, تزامنت عدة مسيرات جوع في بلدان اخري مثل كندا.